# Rubyspira osteovora
Rubyspira osteovora is een slakkensoort, de plaats in een familie is nog onzeker. De wetenschappelijke naam van de soort is voor het eerst geldig gepubliceerd in 2010 door Johnson, Warén, Lee, Kano, Kaim, Davis, Strong & Vrijenhoek.
Rubyspira osteovora is een ongewone diepzeeslak, die in 2004 ontdekt is in Monterey Canyon (op ca. 2890 meter diepte in de Baai van Monterey in Californië). De soort is enkel aangetroffen op walviskarkassen die daar tot op de bodem zijn gezonken, en blijkt zich te voeden met de botten van het karkas. R. osteovora hield zich op in sediment vlak bij de walvisbotten, of in met sediment gevulde kloven in de walvisbotten. Er wordt aangenomen dat de slak fragmenten van de botten uit het sediment haalt als voeding. Tegelijk werd een tweede soort ontdekt, de veel kleinere Rubyspira goffrediae die op het oppervlak van de botten leeft en met haar relatief lange radula fragmenten van de botten kan afschrapen of afbreken. De schelp van R. osteovora is tot 58 mm hoog, spiraalvormig zoals bij Turritella.